# Antrop Varabiev
Antrop Varabiev es un deportista rumano que compitió en piragüismo en la modalidad de aguas tranquilas. Ganó tres medallas en el Campeonato Mundial de Piragüismo entre los años 1971 y 1974.

## Palmarés internacional
| Campeonato Mundial | Campeonato Mundial        | Campeonato Mundial | Campeonato Mundial |
| Año                | Lugar                     | Medalla            | Evento             |
| ------------------ | ------------------------- | ------------------ | ------------------ |
| 1971               | Belgrado (Yugoslavia)     | Medalla de bronce  | K2 10 000 m        |
| 1973               | Tampere (Finlandia)       | Medalla de plata   | K2 10 000 m        |
| 1974               | Ciudad de México (México) | Medalla de oro     | K2 10 000 m        |